# 1991年美國職棒大聯盟選秀
1991年美國職棒大聯盟選秀為大聯盟第27屆選秀。紐約洋基的布萊恩·泰勒為該年的首輪選秀狀元。
布萊恩·泰勒成為1966年選秀狀元史蒂夫·齊爾科特後，第二位沒有登上大聯盟的狀元。

## 第一輪選秀
圖示
|  | 入選美國職棒大聯盟全明星賽的球員     |
|  | 入選美國國家棒球名人堂暨博物館的球員 |

| 順位 | 球員            | 球隊             | 位置   | 畢業學校            |
| 1    | 布萊恩·泰勒     | 紐約洋基         | 左投   | 東卡特雷特高中      |
| 2    | 麥克·凱利       | 亞特蘭大勇士     | 外野手 | 亞利桑那州立大學    |
| 3    | 大衛·麥卡蒂     | 明尼蘇達雙城     | 外野手 | 史丹佛大學          |
| 4    | 迪米崔·楊恩     | 聖路易紅雀       | 游擊手 | 里歐梅薩高中        |
| 5    | 肯尼·韓德森     | 密爾瓦基釀酒人   | 右投   | 林高德高中          |
| 6    | 約翰·柏克       | 休士頓太空人     | 右投   | 佛羅里達大學        |
| 7    | 喬·維提耶洛     | 堪薩斯市皇家     | 外野手 | 阿拉巴馬大學        |
| 8    | 喬伊·漢米爾頓   | 聖地牙哥教士     | 右投   | 喬治亞南方大學      |
| 9    | 馬克·史密斯     | 巴爾的摩金鶯     | 外野手 | 南加州大學          |
| 10   | 泰勒·格林       | 費城費城人       | 右投   | 衛奇塔州立大學      |
| 11   | 尚恩·埃斯特斯   | 西雅圖水手       | 左投   | 道格拉斯高中        |
| 12   | 道格·葛蘭維爾   | 芝加哥小熊       | 外野手 | 賓夕法尼亞大學      |
| 13   | 曼尼·拉米瑞茲   | 克里夫蘭印地安人 | 外野手 | 喬治·華盛頓高中(NY) |
| 14   | 克里夫·弗洛伊德 | 蒙特婁博覽會     | 一壘手 | 索恩伍德高中        |
| 15   | 泰隆·希爾       | 密爾瓦基釀酒人   | 左投   | 尤卡帕高中          |
| 16   | 尚恩·格林       | 多倫多藍鳥       | 外野手 | 塔斯廷高中          |
| 17   | 愛德華多·培瑞茲 | 加州天使         | 一壘手 | 佛羅里達州立大學    |
| 18   | 艾爾·薛爾利     | 紐約大都會       | 外野手 | 喬治·華盛頓高中(VA) |
| 19   | 班吉·希爾       | 德州遊騎兵       | 游擊手 | 城堡公園高中        |
| 20   | 波奇·瑞斯       | 辛辛那提紅人     | 游擊手 | 低里奇蘭高中        |
| 21   | 艾倫·華森       | 聖路易紅雀       | 左投   | 紐約科技學院        |
| 22   | 布萊恩·巴柏     | 聖路易紅雀       | 右投   | 菲利普斯博士高中    |
| 23   | 亞倫·席利       | 波士頓紅襪       | 右投   | 華盛頓州立大學      |
| 24   | 喬恩·法瑞爾     | 匹茲堡海盜       | 外野手 | 佛州傑克森維爾學院  |
| 25   | 史考特·拉夫寇恩 | 芝加哥白襪       | 右投   | 貝勒大學            |
| 26   | 布倫特·蓋茲     | 奧克蘭運動家     | 游擊手 | 明尼蘇達大學        |

## 第一輪補充選秀
圖示
|  | 入選美國職棒大聯盟全明星賽的球員     |
|  | 入選美國國家棒球名人堂暨博物館的球員 |

| 順位 | 球員                | 球隊         | 位置   | 畢業學校                 |
| 27   | 史考特·史塔霍維亞克 | 明尼蘇達雙城 | 三壘手 | 克雷頓大學               |
| 28   | 湯姆·麥金諾恩       | 聖路易紅雀   | 右投   | 喬丹高中                 |
| 29   | 尚恩·里夫塞         | 休士頓太空人 | 游擊手 | 西米昂高中               |
| 30   | 傑森·普魯特         | 堪薩斯市皇家 | 右投   | 羅金漢縣立高中           |
| 31   | 葛雷格·安東尼       | 聖地牙哥教士 | 右投   | 塔瓦瑞斯高中             |
| 32   | 賈斯汀·湯普森       | 底特律老虎   | 左投   | 克萊因橡樹高中           |
| 33   | 史蒂夫·懷泰克       | 舊金山巨人   | 左投   | 加州州立大學長堤分校     |
| 34   | 荷黑·費伯蓋斯       | 加州天使     | 外野手 | 邁阿密大學               |
| 35   | 傑夫·韋爾           | 多倫多藍鳥   | 右投   | 老道明大學               |
| 36   | 鮑比·瓊斯           | 紐約大都會   | 右投   | 加州州立大學弗雷斯諾分校 |
| 37   | J·J·強森            | 波士頓紅襪   | 外野手 | 松平原高中               |
| 38   | 麥克·羅西特         | 奧克蘭運動家 | 右投   | 布羅斯高中               |
| 39   | 丹·喬羅斯基         | 聖路易紅雀   | 三壘手 | 加州大學柏克萊分校       |
| 40   | 吉姆·岡薩雷茲       | 休士頓太空人 | 捕手   | 東哈特福高中             |
| 41   | 崔佛·米勒           | 底特律老虎   | 左投   | 崔尼堤高中               |
| 42   | 丹堤·波威爾         | 多倫多藍鳥   | 游擊手 | 米里坎高中               |
| 43   | 史考特·哈特伯格     | 波士頓紅襪   | 捕手   | 華盛頓州立大學           |
| 44   | 麥克·葛羅普索       | 休士頓太空人 | 三壘手 | 薛頓賀爾大學             |

## 補償選秀
1. ↑  因羅布·迪爾（英语：Rob Deer）加入老虎隊而得到補償選秀
2. ↑  因巴德·布拉克加入巨人隊而得到補償選秀
3. ↑  因達里爾·斯塔比雷加入道奇隊而得到補償選秀
4. ↑  因肯·戴利（英语：Ken Dayley）加入藍鳥隊而得到補償選秀
5. ↑  因文斯·柯爾曼（英语：Vince Coleman (baseball)）加入大都會隊而得到補償選秀
6. ↑  因蓋瑞·蓋耶提成為自由球員而得到補償選秀
7. ↑  因泰瑞·潘德爾頓成為自由球員而得到補償選秀
8. ↑  因丹尼·達爾文（英语：Danny Darwin）成為自由球員而得到補償選秀
9. ↑  因史蒂夫·法爾（英语：Steve Farr）成為自由球員而得到補償選秀
10. ↑  因傑克·克拉克成為自由球員而得到補償選秀
11. ↑  因傑克·莫里斯成為自由球員而得到補償選秀
12. ↑  因布瑞特·巴特勒成為自由球員而得到補償選秀
13. ↑  因齊利·戴維斯成為自由球員而得到補償選秀
14. ↑  因喬治·貝爾成為自由球員而得到補償選秀
15. ↑  因達里爾·斯塔比雷成為自由球員而得到補償選秀
16. ↑  因賴瑞·安德森（英语：Larry Andersen）成為自由球員而得到補償選秀
17. ↑  因威利·麥基成為自由球員而得到補償選秀
18. ↑  因肯·戴利（英语：Ken Dayley）成為自由球員而得到補償選秀
19. ↑  因麥克·希斯（英语：Mike Heath (baseball)）成為自由球員而得到補償選秀
20. ↑  因巴德·布拉克成為自由球員而得到補償選秀
21. ↑  因法蘭克林·史塔布斯（英语：Franklin Stubbs）成為自由球員而得到補償選秀

## 其他著名球員
- 凱文·史托克（英语：Kevin Stocker）, 第2輪, 54順位被費城費城人選走
- 赫伯特·佩瑞（英语：Herbert Perry）, 第2輪, 57順位被克里夫蘭印地安人選走
- 陶德·霍蘭茲沃斯（英语：Todd Hollandsworth）, 第3輪, 80順位被洛杉磯道奇選走
- 艾力士·歐丘亞（英语：Alex Ochoa）, 第3輪, 82順位被巴爾的摩金鶯選走
- 吉姆·梅西爾（英语：Jim Mecir）, 第3輪, 84順位被西雅圖水手選走
- 克里斯·史泰恩斯（英语：Chris Stynes）, 第3輪, 94順位被多倫多藍鳥選走
- 戴西·瑞拉佛德（英语：Desi Relaford）, 第4輪, 110順位被西雅圖水手選走
- 泰瑞·亞當斯（英语：Terry Adams (baseball)）, 第4輪, 111順位被芝加哥小熊選走
- 保羅·柏德, 第4輪, 112順位被克里夫蘭印地安人選走
- 布萊恩·波林傑（英语：Brian Boehringer）, 第4輪, 124順位被芝加哥白襪選走
- 諾馬·賈西亞帕拉, 第5輪, 130順位被密爾瓦基釀酒人選走, 但未簽約
- 約翰·馬布里（英语：John Mabry）, 第6輪, 155順位被聖路易紅雀選走
- 拉卓伊·霍金斯（英语：LaTroy Hawkins）, 第7輪, 180順位被明尼蘇達雙城選走
- 湯尼·沃馬克（英语：Tony Womack）, 第7輪, 201順位被匹茲堡海盜選走
- 傑森·施密特, 第8輪, 205順位被亞特蘭大勇士選走
- 布萊德·拉德克（英语：Brad Radke）, 第8輪, 206順位被明尼蘇達雙城選走
- 麥克·馬錫尼（英语：Mike Matheny）, 第8輪, 208順位被密爾瓦基釀酒人選走
- 德瑞克·洛夫, 第8輪, 214順位被西雅圖水手選走
- 史蒂夫·崔許塞爾（英语：Steve Trachsel）, 第8輪, 215順位被芝加哥小熊選走
- 約翰·萊伯（英语：Jon Lieber）, 第9輪, 241順位被芝加哥小熊選走, 但未簽約
- 馬克·史威尼（英语：Mark Sweeney）, 第9輪, 246順位被加州天使選走
- 史考特·艾爾（英语：Scott Eyre）, 第9輪, 248順位被德州遊騎兵選走
- 麥克·史威尼（英语：Mike Sweeney）, 第10輪, 262順位被堪薩斯市皇家選走
- 傑夫·席里歐（英语：Jeff Cirillo）, 第11輪, 286順位被密爾瓦基釀酒人選走
- 喬·蘭達（英语：Joe Randa）, 第11輪, 288順位被堪薩斯市皇家選走
- 馬克·葛魯齊拉尼克（英语：Mark Grudzielanek）, 第11輪, 295順位被蒙特婁博覽會選走
- 艾爾·萊文（英语：Al Levine）, 第11輪, 306順位被芝加哥白襪選走
- 麥特·勞頓（英语：Matt Lawton）, 第13輪, 336順位被明尼蘇達雙城選走
- 艾力士·岡薩雷茲（英语：Alex Gonzalez (shortstop, born 1973)）, 第13輪, 354順位被多倫多藍鳥選走
- 鮑比·希金森（英语：Bobby Higginson）, 第18輪, 473順位被費城費城人選走, 但未簽約
- 柯克·里特, 第18輪, 477順位被蒙特婁博覽會選走
- 羅恩·馬海（英语：Ron Mahay）, 第18輪, 486順位被波士頓紅襪選走
- 麥克·喀麥隆, 第18輪, 488順位被芝加哥白襪選走
- 艾爾比·羅培茲（英语：Albie Lopez）, 第20輪, 528順位被克里夫蘭印地安人選走
- 麥特·曼泰（英语：Matt Mantei）, 第25輪, 656順位被西雅圖水手選走
- 萊恩·福蘭克林, 第25輪, 666順位被多倫多藍鳥選走, 但未簽約
- 鮑伯·豪瑞（英语：Bob Howry）, 第32輪, 833順位被休士頓太空人選走, 但未簽約
- 奧蘭多·帕梅洛（英语：Orlando Palmeiro）, 第33輪, 870順位被加州天使選走
- 史蒂夫·麥克奈爾, 第37輪, 964順位被堪薩斯市皇家選走
- 達斯汀·赫曼森（英语：Dustin Hermanson）, 第39輪, 1033順位被匹茲堡海盜選走, 但未簽約
- 亞倫·布恩, 第43輪, 1127順位被加州天使選走, 但未簽約
- 達米安·傑克森（英语：Damian Jackson (baseball)）, 第44輪, 1148順位被克里夫蘭印地安人選走
- 傑森·伊茲林豪辛, 第44輪, 1157順位被紐約大都會選走
- 肯·葛朗特（英语：Ken Grundt）, 第53輪, 1354順位被舊金山巨人選走

## 外部連結
- MLB.com - 1991 Draft Tracker (all rounds)
- MLB.com - Draft History （页面存档备份，存于）
- Complete draft list from The Baseball Cube database （页面存档备份，存于）

| 前任： 奇伯·瓊斯 | 選秀狀元 布萊恩·泰勒 | 繼任： 菲爾·奈文 |